# Fabrice Mercury
Fabrice Mercury (ur. 6 sierpnia 1981) – gwadelupski piłkarz występujący na pozycji bramkarza. Zawodnik klubu CS Moulien.

## Kariera
Fabrice Mercury zawodową karierę rozpoczynał w 2001 roku w występującym w pierwszej lidze Gwadelupy klubie Dragon Le Gosier. W latach 2006–2008 był zawodnikiem CS Moulien. W latach 2008–2010 występował w Evolucas Petit-Bourg, po czym powrócił do CS Moulien. Z Muolien zdobył mistrzostwo Gwadelupy w 2011.

## Kariera reprezentacyjna
W Mercury w reprezentacji Gwadelupy zadebiutował w 2002. W 2007 uczestniczył w Złotym Pucharze CONCACAF. Na turnieju w USA zajęła wraz z Kanadą trzecie miejsce, lecz Mercury pełnił na turnieju rolę rezerwowego. W 2009 po raz drugi uczestniczył w Złotym Pucharze CONCACAF. W turnieju był rezerwowym i ponownie nie wystąpił w żadnym meczu. W 2011 po raz trzeci uczestniczył w Złotym Pucharze CONCACAF. Na turnieju USA podobnie jak na poprzednich nie wystąpił w żadnym meczu.